# ジーン・ドットソン
ジョセフ・ユージン・ドットソン（Joseph Eugene Dotson、1953年11月1日 - ）は、アメリカ合衆国・ジョージア州サバンナ出身の元プロ野球選手（外野手）。右投右打。
日本では発音上の理由から「ダットサン」の登録名でプレー。

## 来歴・人物
メジャー経験は無いが、1982年2月カージナルス傘下AAA級スプリングフィールドより1982年に南海ホークスに入団。外国人戦力に不安を持っていた監督のドン・ブレイザーの意向により獲得された。
登録名は当初は実際の発音同様に「ドットソン」とする予定だったが、ネイティブの発音が日産自動車のブランド名「ダットサン（こちらのスペルはDatsun）」に似ていることもあって登録名は「ダットサン」となった。
俊足巧打の外野手との触れ込みでジム・タイロンと共に開幕一軍出場を果たす。開幕戦にて本塁打を放つなど当初こそ順調であったが4月下旬に左手小指骨折により登録抹消、二軍にて調整中に再度同一箇所を故障する。復帰後は攻守ともに精彩を欠き、1年限りで解雇となった。

## 詳細情報

### 年度別打撃成績
| 年 度     | 球 団     | 試 合 | 打 席 | 打 数 | 得 点 | 安 打 | 二 塁 打 | 三 塁 打 | 本 塁 打 | 塁 打 | 打 点 | 盗 塁 | 盗 塁 死 | 犠 打 | 犠 飛 | 四 球 | 敬 遠 | 死 球 | 三 振 | 併 殺 打 | 打 率 | 出 塁 率 | 長 打 率 | O P S |
| --------- | --------- | ----- | ----- | ----- | ----- | ----- | -------- | -------- | -------- | ----- | ----- | ----- | -------- | ----- | ----- | ----- | ----- | ----- | ----- | -------- | ----- | -------- | -------- | ----- |
| 1982      | 南海      | 47    | 164   | 148   | 22    | 35    | 3        | 2        | 6        | 60    | 14    | 4     | 1        | 0     | 0     | 16    | 0     | 0     | 39    | 7        | .236  | .311     | .405     | .716  |
| 通算：1年 | 通算：1年 | 47    | 164   | 148   | 22    | 35    | 3        | 2        | 6        | 60    | 14    | 4     | 1        | 0     | 0     | 16    | 0     | 0     | 39    | 7        | .236  | .311     | .405     | .716  |

### 記録
NPB
- 初出場・初先発出場：1982年4月3日、対ロッテオリオンズ前期1回戦（川崎球場）、6番・中堅手として先発出場
- 初安打・初打点・初本塁打：同上、9回表に村田兆治から左越2ラン

### 背番号
- 4 （1982年）